# Tatort: Fette Krieger
Fette Krieger ist ein Fernsehfilm aus der Krimireihe Tatort. Die Folge wurde vom Südwestrundfunk unter der Regie von Dominik Reding produziert und erstmals am 15. Juli 2001 im Deutschen Fernsehen ausgestrahlt. Es ist die 474. Folge des Tatorts und 23. Episode mit der Ludwigshafener Ermittlerin Lena Odenthal (Ulrike Folkerts). Für ihren Kollegen Mario Kopper (Andreas Hoppe) ist es der 14. Fall.

## Handlung
Mit großen Erwartungen sehnen die Zuschauer das Konzert der Hip-Hopper Fette Krieger herbei, dann lässt MC Fett nach Beleidigungen von DJ Krieger und Musikproduzent Thilo Hellmann die Bombe platzen: er wird zukünftig mit seinem Bruder Rocco zusammenarbeiten. Freundin Mona will ihn davon abhalten, wird aber nur obszön angemacht. Dann zieht sich MC Fett provokativ und auffällig mit Kriegers Freundin in seinen „Salon d’amour“ zurück. Der versucht ihn beim Akt mit einem Messer zu attackieren, rechnet aber nicht mit MC Fetts Aufmerksamkeit und sieht sich einer Knarre gegenüber. Vor laufendem Camcorder feiert sich Fett als den „Größten“, bis jemand im Raum erscheint, mehrere Schüsse fallen und MC Fett vom Hochhaus stürzt.
Odenthal und Kopper sehen die Live-Bilder im Fernsehen und dass es einen Toten gegeben hat. Sie machen sich unmittelbar auf den Weg. Über den Toten beugen sich Mona und Rocco, der mit der Waffe auf Krieger im dunklen Hintergrund zielt. Odenthal kann Rocco die Waffe abnehmen, während Kopper von Krieger abgehängt wird. Die Zeugenaussagen belasten den Flüchtigen. Hellmann trifft sich mit dem Flüchtigen und versichert ihm, dass nichts Belastendes auf dem Videotape sei. Später zeigt er Viva-Moderator Reen  den Schluss, der mitten in einem Wortwechsel zwischen MC Fett und Krieger abrupt endet. Während der Trauerfeier für MC Fett versucht Kopper erneut, Krieger dingfest zu machen. Der kann mit einem Mofa entkommen, fährt aber auf der Flucht gegen einen rückwärts rangierenden LKW.
Das Videoband in der Kamera, die sich in Monas Wohnung befindet, zeigt, wie Rocco nach Krieger in Fetts Salon kommt, den zur Seite stößt und von seinem Bruder übel beleidigt wird. Die beiden steigen aufs Dach, wo der Schriftzug „Fette Krieger“ in Flammen steht und Rocco nach weiteren Provokationen seinen Bruder mit dem Fuß wegstößt. Dabei fällt genau ein Schuss.

## Hintergrund
In dieser Folge übernimmt Wolfgang Hepp als Kriminalrat Wolf die Nachfolge von Friedrichs, da Hans-Günter Martens, der die Rolle des Kriminalrat bisher verkörperte, 2001 überraschend verstarb.
Das Drehbuch wurde von Martin Ritzenhoff unter dem Pseudonym Peter Lennartz geschrieben und weiterbearbeitet vom Regisseur Dominik Reding.

## Rezeption

### Einschaltquote
Bei ihrer Erstausstrahlung in Deutschland am 15. Juli 2001 sahen 5,44 Millionen Zuschauer die Folge Fette Krieger, was einem Marktanteil von 18,1 Prozent entsprach.

### Kritik
Auch die Kritiker der Fernsehzeitschrift TV Spielfilm geben für diesen „fade[n] Rapperreißer“ den Daumen nur gerade und meinen: „Die HipHop-Bewegung als satanische Industrie, die Jugendkulturen aussaugt? Der klischeeselige Krimi geriet banal.“ Angemerkt wurde auch, dass „eine Frauenkuss-Szene […] zum Boulevard-Skandal und zum lesbischen Outing von Ulrike Folkerts“  führte.